# Краупп, Сабина
Саби́на Кра́упп (швед. Sabina Kraupp; 6 декабря 1986, Швеция) — шведская кёрлингистка.
Игрок женской сборной команды Швеции на чемпионатах мира 2008, 2010, 2012.
Играет на позиции третьего.

## Достижения
- Чемпионат мира по кёрлингу среди женщин: серебро (2012).
- Чемпионат Европы по кёрлингу: серебро (2011).
- Чемпионат Швеции по кёрлингу среди женщин: золото (2011, 2015, 2016), серебро (2013).[1]
- Чемпионат мира по кёрлингу среди юниоров: серебро (2005).
- Чемпионат Европы по кёрлингу среди смешанных команд: бронза (2008).

## Команды
| Сезон                                               | Четвёртый        | Третий            | Второй            | Первый                | Запасной                          | Турниры                        |
| --------------------------------------------------- | ---------------- | ----------------- | ----------------- | --------------------- | --------------------------------- | ------------------------------ |
| 2005                                                | Стина Викторссон | Софи Сиден        | Мария Веннерстрём | Jenny Zetterquist     | Сабина Краупп                     | ЧМЮ 2005                       |
| 2006                                                | Стина Викторссон | Мария Веннерстрём | Софи Сиден        | Matilda Rodin         | Сабина Краупп                     | ЧМЮ 2006 (8-е место)           |
| 2006—07                                             | Анна Хассельборг | Зандра Флюг       | Агнес Кнохенхауэр | Сабина Краупп         |                                   |                                |
| 2007—08                                             | Стина Викторссон | Мария Прюц        | Мария Веннерстрём | Маргарета Сигфридссон | Сабина Краупп                     | ЧМ 2008 (6-е место)            |
| 2008—09                                             | Анна Хассельборг | Сабина Краупп     | Агнес Кнохенхауэр | Зандра Флюг           |                                   |                                |
| 2009—10                                             | Мария Прюц       | Маргарета Драйбур | Сабина Краупп     | Зандра Флюг           |                                   |                                |
| 2010                                                | Сесилия Эстлунд  | Сара Карлссон     | Анна Домей        | Лотта Леннартссон     | Сабина Краупп                     | ЧМ 2010 (4-е место)            |
| 2010—11                                             | Анна Хассельборг | Сабина Краупп     | Агнес Кнохенхауэр | Зандра Флюг           |                                   | ЧШЖ 2011                       |
| 2011                                                | Мария Прюц       | Кристина Бертруп  | Мария Веннерстрём | Маргарета Сигфридссон | Сабина Краупп                     | ЧЕ 2011                        |
| 2011—12                                             | Анна Хассельборг | Сабина Краупп     | Маргарета Драйбур | Зандра Флюг           |                                   |                                |
| 2012                                                | Мария Прюц       | Кристина Бертруп  | Мария Веннерстрём | Маргарета Сигфридссон | Сабина Краупп                     | ЧМ 2012                        |
| 2012—13                                             | Анетте Норберг   | Сесилия Эстлунд   | Сабина Краупп     | Сара Карлссон         |                                   | ЧШЖ 2013                       |
| 2013—14                                             | Сесилия Эстлунд  | Сабина Краупп     | Сара Карлссон     | Паулина Стейн         | тренеры: Томас Нурдин Åsa Häggman | ЧШЖ 2014 (4-е место)           |
| 2014—15                                             | Сесилия Эстлунд  | Сабина Краупп     | Сара Карлссон     | Паулина Стейн         |                                   | ЧШЖ 2015                       |
| 2015—16                                             | Сесилия Эстлунд  | Сабина Краупп     | Сара Карлссон     | Паулина Стейн         | Анна Хухта (ЧЕ)                   | ЧЕ 2015 (5-е место) · ЧШЖ 2016 |
| Кёрлинг среди смешанных команд (mixed curling)      |                  |                   |                   |                       |                                   |                                |
| 2008                                                | Никлас Эдин      | Анна Хассельборг  | Эрик Карлсен      | Сабина Краупп         |                                   | ЧЕСК 2008                      |
| Кёрлинг среди смешанных пар (mixed duobles curling) |                  |                   |                   |                       |                                   |                                |
| 2011                                                | Андерс Краупп    | Сабина Краупп     |                   |                       | тренер: Педер Фольке              | ЧМСП 2011 (4-е место)          |

(скипы выделены полужирным шрифтом)

## Частная жизнь
Из семьи известных шведских кёрлингистов: её отец — Андерс Краупп, её брат — Себастьян Краупп.